# Román Martínez
Román Martínez (* 31. Januar 1983 in Vega Baja, Puerto Rico) ist ein puerto-ricanischer Profiboxer und ehemaliger WBO-Weltmeister im Superfedergewicht.

## Profikarriere
Martínez konnte seine ersten sieben Profikämpfe siegreich gestalten und boxte in seinem achten Kampf nur unentschieden. 2006 sicherte er sich den WBO Latino Title und 2007 sowohl den WBO Inter-Continental Title als auch den WBO NABO Title. 2009 nahm er dem Briten Nicky Cook durch einen technischen K.-o.-Sieg in Runde 4 den WBO-Weltmeistertitel ab. Diesen Gürtel verteidigte er zweimal in Folge und verlor ihn an Ricky Burns im Jahre 2010.
Im darauffolgenden Jahr meldete er sich mit einem T.K.o-Sieg über Daniel Attah zurück und errang dabei den WBO Inter-Continental Title. 2013 trat er gegen Juan Carlos Burgos um den Weltmeistertitel der WBO an und konnte, da der Kampf unentschieden endete, den Titel nicht zum zweiten Mal gewinnen. 
In seinem nächsten Kampf, der nur drei Monate später stattfand, holte er sich den WBO-Titel durch einen Punktsieg gegen Diego Magdaleno letztendlich dann doch zum zweiten Mal. Er konnte diesen Gürtel allerdings nicht verteidigen, da er sich in seinem nächsten Kampf Mikey Garcia geschlagen geben musste. 
Im April 2015 setzte er sich nach 12 Runden gegen Orlando Salido durch und sicherte sich den Weltmeistergürtel der WBO im Superfedergewicht zum dritten Mal. Der Rückkampf gegen Salido fünf Monate später ging unentschieden aus, womit er den Titel behielt.
Am 11. Juni 2016 ging er im Madison Square Garden Theater in New York in der 5. Runde K.O. gegen den aufstrebenden Ukrainer Wassyl Lomatschenko.